# Team TG FF
O Team ThorenGruppen Fotboll Förening,  vulgarmente conhecido como Team TG FF, ou simplesmente Team TG é uma agremiação de futebol sueca com sede na cidade de Umeå. O clube manda seus jogos na T3 Arena (ou Umeå Energi Arena), junto com o Umeå FC, com uma capacidade para 14.000 pessoas.[carece de fontes?]
O clube "Team TG FF" foi fundado em 2014. O clube assumiu o lugar do Tegs SK na Divisão 2 Norrland. A primeira temporada terminou com vitória no campeonato e promoção a Division 1 Norra de 2016. Depois de quatro temporadas na Division 1 Norra, o time caiu para a Division 2 em 2020. Eles voltaram na temporada seguinte em 2022, mas acabou sendo rebaixado de novo pela segunda vez na temporada de 2023.
O clube nunca participou de uma edição da Allsvenskan ou da Superettan, mas a sua melhor colocação na Division 1 Norra foi em 2016, onde ficou em 5º colocado, com 22 pontos de diferença para o 2º colocado.
Hoje em dia, o Tegs Sportklubb é um clube de hóquei no gelo (Tegs SK Hockey), futebol (Tegs SK Football) e orientação.